# Planet Telex
Planet Telex è un singolo della band inglese dei Radiohead, tratto dal loro secondo album The Bends. La canzone fu pubblicata nel febbraio del 1995 come parte di un doppio singolo "A-side" insieme a High and Dry.
Il brano fu composto da Jonny Greenwood (introduzione, strofe e coda) e Thom Yorke (ritornello).
Yorke e O'Brien hanno spesso parlato della forte impronta di Greenwood sull'album, il quale fu l'artefice della direzione musicale che il gruppo prese da quel momento in poi.

## Tracce

### CD 1 - SingoloHigh and Dry
1. High & Dry
2. Planet Telex
3. Maquiladora
4. Planet Telex (Hexidecimal Mix)

### CD 2 - SingoloPlanet Telex
1. Planet Telex
2. High & Dry
3. Killer Cars
4. Planet Telex (L.F.O. JD Mix)